# Living Room (Fernsehsendung)
Living Room war eine einstündige Talk-Fernsehsendung, die vom Schweizer Jugendsender Joiz produziert und ausgestrahlt wurde. Zu Gast bei den Moderatoren Michael «Mike» Pelzer und Tama Vakeesan waren meist Prominente oder Musiker. Die deutsche Variante bei Joiz Germany wurde von Alexandra Maurer, Maurice Gajda und Melissa Khalaj moderiert. Die Sendung wurde mittwochs, donnerstags und freitags in der Schweiz und von Montag bis Donnerstag in Deutschland um 17:30 Uhr live ausgestrahlt. Per Joiz.ch oder WhatsApp kann sich der Zuschauer in die Sendung schalten.

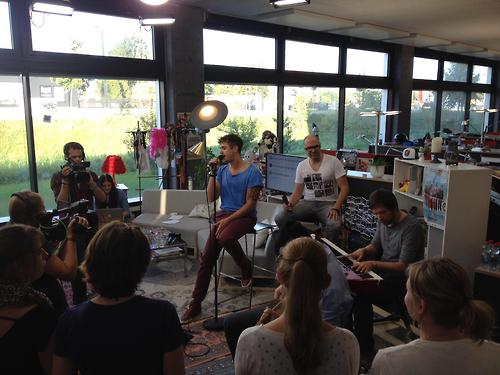
Seven singt bei The Joiz Of Switzerland

Auf dem schweizerischen Joiz-Ableger gab es auch überlange Sondersendungen, darunter Special-Tage mit Spezialsendungen zu bekannten Musikern. Auch in anderen Sendungen wurden diese dann thematisiert. Ab Herbst 2012 stand bei The Joiz Of Switzerland ein Schweizer Künstler oder eine Band einen ganzen Sendetag lang im Mittelpunkt, ähnlich wie bei den Special-Tagen. Höhepunkt war jeweils das Livekonzert im Living Room.
| Special-Tage                                                                                           | The Joiz Of Switzerland |
| --- | --- |
| - Kool Savas (23. Jan. 2012) - Müslüm (23. Mai 2012) - Gotthard (27. Juni 2012) - Fler (21. Nov. 2012) | - Seven (21. Sep. 2012) - Knackeboul & Friends (Dodo, Steff la Cheffe, Greis) (1. Okt. 2012) - 77 Bombay Street (10. Okt. 2012) - Marc Sway (19. Okt. 2012) - Baze (31. Okt. 2012) - Phenomden (20. Feb. 2013) - ZiBBZ (Special Guest: Knackeboul) (4. Apr. 2013) - Steff la Cheffe (4. Sep. 2013) - Bastian Baker (26. Sep. 2013) |